# Johann Georg Dreydorff (Maler)

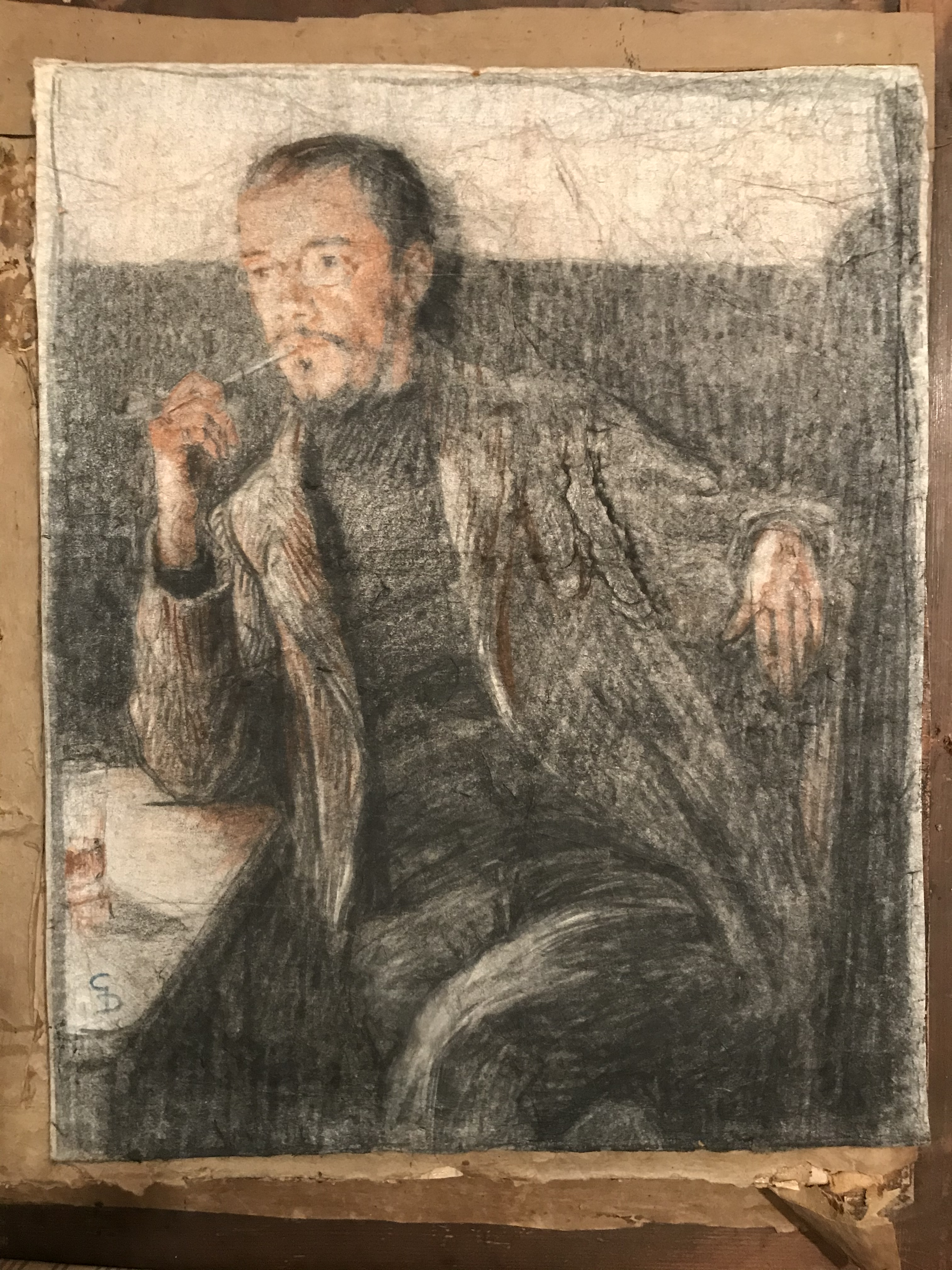
Selbstporträt

Johann Georg Dreydorff, auch Dreydorff-Knocke (* 21. Mai 1873 in Leipzig; † 24. Januar 1935 in Krefeld), war ein deutscher Landschafts-, Genre-, Interieur- und Stilllebenmaler der Düsseldorfer Schule.

## Leben
Dreydorff, Sohn des reformierten Theologen Johann Georg Dreydorff, besuchte von 1892 bis 1894 die Kunstakademie Düsseldorf. Dort war er Schüler von Heinrich Lauenstein und Peter Janssen dem Älteren. Zusammen mit seinen Studienfreunden Albert Engstfeld und Otto Linnemann trat er der Düsseldorfer Studentenvereinigung Laetitia bei. Ab 1895 lebte Dreydorff – wohl auf Anregung von Eugen Kampf – an der belgischen und niederländischen Nordseeküste, in Knokke, wo seine Ehefrau Gisbertha, geborene Weyers, zeitweise die „Villa Céline“ als eine Pension betrieb, sowie in Sint Anna ter Muiden bei Sluis. In Knokke und Sint Anna ter Muiden, wo Dreydorff sich 1902/1903 ein Haus umbaute, wurde er von der Malerei Paul Baums geprägt, dessen Pointillismus er sich jedoch nicht völlig zu eigen machte. Dreydorff wurde Mitglied der Berliner Secession.
Außer der Meeresküste malte er Landschaften am Niederrhein, außerdem Gebirge im Engadin, wo er einige Winter verbrachte. Darüber hinaus trat er durch holländische Interieurs und Stillleben in Erscheinung.